# Mikołaj Drużbacki
Mikołaj Drużbacki (ur. 11 lipca 1895 w Wieliczce, zm. 11 września 1939 w Łucku) – polski duchowny rzymskokatolicki w diecezji przemyskiej, żołnierz Legionów Polskich, kapelan Ordynariatu Polowego (1936–1939).

## Życiorys
Urodził się w rodzinie urzędniczej, jako syn Filipa i Zofii z Finków. W latach 1905–1913 kształcił się w Zakładzie Naukowo-Wychowawczym oo. Jezuitów w Bąkowicach pod Chyrowem, gdzie zdał maturę. W 1913 roku rozpoczął studia w Wyższym Seminarium Duchownym w Przemyślu. W 1914 roku mieszkał z rodziną w Rzęśnie Polskiej pod Lwowem.
Po wybuchu I wojny światowej w sierpniu 1914 roku wstąpił do Legionu Wschodniego. Gdy Legion został rozwiązany w Mszanie Dolnej, wstąpił do Legionów Polskich w Krakowie. Służył w 1 kompanii 1 baonu 3 Pułku Piechoty II Brygady Legionów Polskich. W kampanii karpackiej był sanitariuszem, gdzie 4 lutego 1915 roku został ranny w lewą rękę. Następnie przebywał na leczeniu w szpitalu w Dombo, gdzie zachorował na tyfus. W kwietniu 1915 roku powrócił do 3 pułku, gdzie uczestniczył w kampanii bukowińskiej i besarabskiej. 20 czerwca 1915 roku otrzymał awans na stopień plutonowego. Podczas działań pozycyjnych pod Rarańczą zachorował na dyzenterię. Następnie przebywał na leczeniu w szpitalu w Czerniowcach, gdzie zaraził się cholerą. Kolejne leczenie kontynuował w szpitalu w Miszkolcu. Po odbytym leczeniu służył w Kadrze Legionów w Kozienicach. W maju 1916 roku został skierowany do Domu Ozdrowieńców. 25 listopada 1916 roku otrzymał awans na stopień sierżanta. W grudniu 1916 roku powrócił do 3 pułku. W 1917 roku ukończył Kurs Wyszkolenia w Zegrzu. Po kryzysie przysięgowym, we wrześniu podjął służbę w Polskim Korpusie Posiłkowym. 
W październiku 1917 roku otrzymał urlop w celu kontynuowania studiów w Seminarium Duchownym. W listopadzie 1918 roku za pozwoleniem bpa Józefa Sebastiana Pelczara wstąpił do Wojska Polskiego, gdzie służył w składzie 4 baterii 2 dywizjonu 1 Pułku Artylerii Polowej Legionów w stopniu ogniomistrza. Uczestniczył w walkach z Ukraińcami o Przemyśl i Lwów, następnie na terenie wschodniej Małopolski. 
W lipcu 1919 roku został zwolniony z wojska i powrócił na studia do Seminarium Duchownego. 22 maja 1921 roku przyjął święcenia kapłańskie z rąk bpa Józefa Sebastiana Pelczara. W lipcu 1921 roku został wikariuszem w parafii Narodzenia Najświętszej Maryi Panny w Gorlicach. Był katechetą w szkołach powszechnych w Stróżówce i Gliniku Mariampolskim. 
1 stycznia 1923 r. został II sekretarzem Kurii Diecezjalnej w Przemyślu. Od 1 stycznia 1924 roku pełnił funkcje notariusza Sądu Biskupiego i Kurii Diecezjalnej w Przemyślu. Sprawował też funkcję katechety w Państwowej Szkole Kupieckiej. Od 1924 roku należał do Towarzystwa Przyjaciół Nauk w Przemyślu oraz do Towarzystwa Dramatycznego im. Aleksandra Fredry „Fredreum”. 
W latach 1924–1926 studiował prawo na Uniwersytecie Papieskim „Angelicum” w Rzymie, gdzie 2 lipca uzyskał doktorat z prawa kanonicznego. Odbył roczną praktykę prawniczą w Kongregacji do Spraw Soboru i Trybunale Roty Rzymskiej. 
1 sierpnia 1927 roku został wikariuszem w parafii katedralnej w Przemyślu. 30 września 1928 roku został notariuszem Sądu Biskupiego. 1 września 1929 roku został prokuratorem (ekonomem) Seminarium Duchownego. Był też prefektem w Państwowej Szkole Handlowej w Przemyślu i seniorem Kolegium Księży Wikarych Katedralnych. W 1930 roku został mianowany sędzią Sądu Biskupiego. W latach 1930–1936 był administratorem excurrendo parafii Matki Bożej Nieustającej Pomocy w Przemyślu. Od 15 września 1933 roku był także kapelanem więzienia karno-śledczego w Przemyślu, od 25 października 1933 do 20 lutego 1934 roku kapelanem pomocniczym tamtejszego 10 Szpitala Okręgowego. 
1 maja 1936 roku został mianowany kapelanem wojskowym. 10 czerwca został kapelanem Centrum Wyszkolenia Lotnictwa nr 1 w Dęblinie oraz Garnizonu Dęblin. W latach 1937–1938 był notariuszem, następnie sekretarzem Polowej Kurii Biskupiej w Warszawie przy ul. Miodowej 24. Był też promotorem sprawiedliwości w Sądzie Biskupa Polowego. Pomagał Biskupowi Polowemu generałowi dywizji Józefowi Gawlinie w pracy duszpasterskiej. 19 marca 1939 roku otrzymał awans na starszego kapelana wojskowego.
Podczas kampanii wrześniowej w 1939 roku opatrywał rannych oraz nosił ich do szpitali i miejsc opatrunkowych w Warszawie. 7 września razem z biskupem polowym Józefem Gawliną, wyjechali na Wschód. 11 września 1939 roku zginął podczas bombardowania Łucka. Został pochowany na tamtejszym cmentarzu. 

## Odznaczenia
- Krzyż Niepodległości
- Złoty Krzyż Zasługi
- Medal Pamiątkowy za Wojnę 1918–1921
- Expositorium Canonicale
- przywileje rokiety i mantoletu[potrzebny przypis]